# The Civil Wars

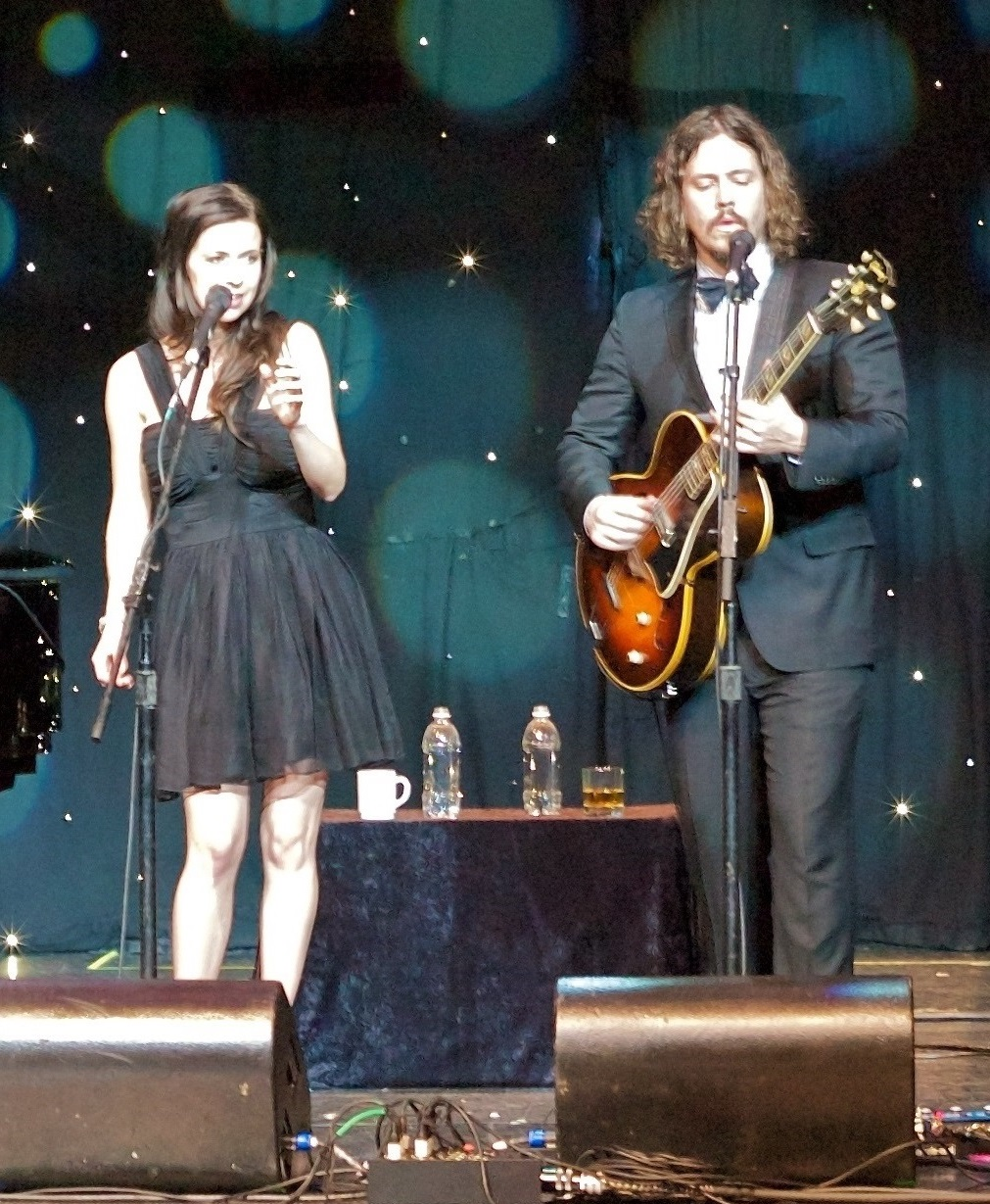
The Civil Wars в 2012 году.

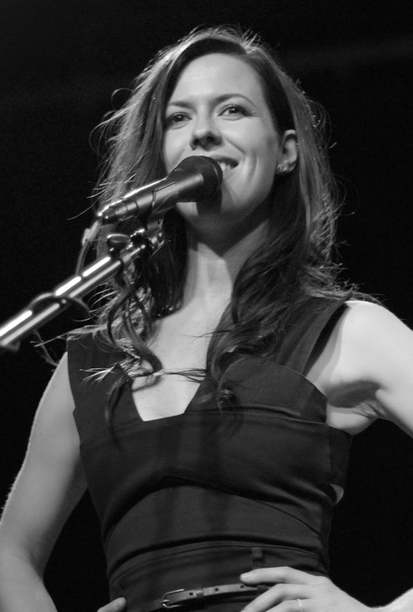
Джой Уильямс на концерте The Civil Wars в Канзас-сити 30 июня 2011 года.

The Civil Wars — американская группа, дуэт в составе певицы Джой Уильямс и гитариста Джона Пол Уайта, играющий в стилях фолк и американа. Обладатель 4 премий Грэмми с 2009 до её распада в 2014 году.

## История
См. также «The Civil Wars Historye» в английском разделе.
Группа сформирована в 2009 году в городе Нашвилл (США). Состоял из двух участников авторов-исполнителей и гитаристов: певицы Джой Уильямс и вокалиста Джон Пол Уайт.
Джой Уильямс родилась 14 ноября 1982 West Branch, Michigan (Мичиган) и выросла в городе Санта-Круз (Калифорния, США).
Джон Пол Уайт родился в Muscle Shoals (Алабама) и вырос в Loretto (Теннесси).

## Дискография
См. также «The Civil Wars Discography» в английском разделе.
Студийные альбомы
- Barton Hollow (2011)
- The Civil Wars[англ.] (2013)

## Награды и номинации
| Год  | Ассоциация                       | Категория                          | Номинированная работа | Результат |
| ---- | -------------------------------- | ---------------------------------- | --------------------- | --------- |
| 2011 | CMT Music Awards                 | Duo Video of the Year              | «Barton Hollow»       | Номинация |
| 2011 | Americana Music Association      | New/Emerging Artist of the Year    | The Civil Wars        | Номинация |
| 2011 | Americana Music Association      | Duo/Group of the Year              | The Civil Wars        | Номинация |
| 2011 | Country Music Association Awards | Vocal Duo of the Year              | The Civil Wars        | Номинация |
| 2011 | ASCAP Awards                     | ASCAP Vanguard Award               | The Civil Wars        | Победа    |
| 2012 | 2012 Grammy Award                | Best Folk Album                    | Barton Hollow         | Победа    |
| 2012 | 2012 Grammy Award                | Best Country Duo/Group Performance | «Barton Hollow»       | Победа    |
| 2012 | CMT Music Awards                 | Video of the Year                  | «Safe & Sound»        | Номинация |
| 2012 | CMT Music Awards                 | Collaborative Video of the Year    | «Safe & Sound»        | Номинация |
| 2012 | CMT Music Awards                 | Duo Video of the Year              | «Poison & Wine»       | Номинация |
| 2012 | Americana Music Association      | Duo/Group of the Year              | The Civil Wars        | Победа    |
| 2012 | A2IM Libera Awards               | Album of the Year                  | Barton Hollow         | Номинация |
| 2012 | Country Music Association Awards | Vocal Duo of the Year              | The Civil Wars        | Номинация |
| 2012 | Country Music Association Awards | Musical Event of the Year          | «Safe & Sound»        | Номинация |
| 2013 | 2013 Grammy Award                | Best Country Duo/Group Performance | «Safe & Sound»        | Номинация |
| 2013 | 2013 Grammy Award                | Best Song Written for Visual Media | «Safe & Sound»        | Победа    |
| 2013 | 2012 Золотой глобус              | Best Original Song                 | «Safe & Sound»        | Номинация |
| 2014 | 2014 Grammy Award                | Best Country Duo/Group Performance | «From This Valley»    | Победа    |